# Wilhelm von Biela
Baron Wilhelm von Biela, avstrijski častnik in ljubiteljski astronom, * 19. marec 1782, Roßla, Prusija, (danes Nemčija), † 18. februar 1856, Benetke, (tedaj pod Avstrijskim cesarstvom), Italija.

## Življenje in delo
Medtem ko je Biela služil kot stotnik v avstrijski vojski, je študiral astronomijo in se kratkočasil s tem, da je iskal nove komete. Med letoma 1805 in 1809 je sodeloval v več vojnah proti Napoléonu. Za ljubitelja je iskanje kometov koristno delo, ker imajo poklicni astronomi mnogo drugih opravkov. Kot lovec na komete si je pridobil nepričakovano slavo. 27. februarja 1826 je v Josephstadtu v Avstriji opazoval Bielov komet. Ta kratkoperiodični komet so opazovali že prej (Messier in Montaigne 8. marca 1772 in Pons 10. novembra 1805), vendar nosi njegovo ime, ker je prvi izračunal njegov tir in se je izkazalo, da se komet le malo oddalji od Sonca. Obhodna doba kometa je nekaj manj kot sedem let. To je bil komet z drugo najkrajšo potjo, še hitrejši je bil Enckejev komet, ki so ga odkrili desetletje prej. Hkrati je bil to poleg Halleyjevega kometa šele tretji tedaj znan periodični komet.
Poznejše Bielovo delo ni pomembno za zgodovino znanosti, kjub temu pa je ostalo njegovo ime, podobno kot ime njegovega sodobnika, ljubiteljskega astronoma Bailyja, trdno povezano z astronomskim pojavom. Biela je imel še to srečo, da je njegov komet po nekaj obhodih razpadel, kot je Kepler že prej napovedal za vse komete. Prav to je dalo Bielovemu imenu nesmrtnost. Leta 1846 je Bielov komet razpadel v dva kosa. Ko se je spet prikazal leta 1852, sta bila oba dela že daleč narazen. Biela je umrl še pred datumom, ko bi moral komet vnovič priti naokrog. Morda je zanj prišla smrt ob pravem času, kajti njegov komet se ni nikdar več vrnil. To je bilo prvič, da so astronomi videli, kako je komet, del Osončja, »umrl« pred njihovimi očmi. Enako se je zgodilo 16. julija 1994, ko je komet Shoemaker-Levy 9 trčil v Jupiter, kar so lahko posneli s Hubblovim vesoljskim daljnogledom. Namesto Bielovega kometa se danes prikazuje množica meteorjev. Te so prvič opazili leta 1872 in jih imenovali Andromedidi, oziroma Bielidi. Bielidi so prvič pokazali na tesno zvezo med kometi in meteorji.
Biela je opazoval tudi Sončeve pege.

## Priznanja
Poimenovanja
Po njem se imenuje asteroid glavnega pasu 2281 Biela in krater Biela na Luni.